# NGC 4150
NGC 4150 (другие обозначения — UGC 7165, MCG 5-29-29, ZWG 158.37, IRAS12080+3040, PGC 38742) — линзообразная галактика (S0) в созвездии Волосы Вероники.
Этот объект входит в число перечисленных в оригинальной редакции «Нового общего каталога».
В галактике доминирует популяция шаровых скоплений возрастом 6 млрд. лет, есть также небольшая популяция скоплений возрастом 10 млрд. лет.